# Monument voor Coba Pulskens
Het monument voor Coba Pulskens in Tilburg, werd opgericht in 1947 ter nagedachtenis aan een plaatselijke verzetsstrijdster.

## Achtergrond
Jacoba Maria (Coba) Pulskens (Tilburg, 26 mei 1884 – Ravensbrück, 17 maart 1945) was een werkster die actief was in het verzet. Ze bood in de Tweede Wereldoorlog onderdak aan onderduikers; joden, verzetslieden en piloten. Doordat een van de gestrande geallieerde piloten werd betrapt met haar adres, kon Pulskens op 9 juli 1944 door de Gestapo worden gearresteerd. Drie gevangengenomen piloten werden in haar achtertuin neergeschoten. Pulskens werd afgevoerd naar Ravensbrück, waar ze het jaar erop werd vergast.
Beeldhouwer Jacques van Poppel maakte een gedenkteken dat werd bevestigd aan het huis van Pulskens. Op 2 februari 1947 werd het onthuld door burgemeester Eduard baron van Voorst tot Voorst in aanwezigheid van onder anderen minister van oorlog Alexander Fiévez.
In de jaren zeventig werd het monument gered van de sloophamer, toen het samen met het woonhuis vernietigd dreigde te worden. In 1989 werd het vanwege de slechte staat waarin het verkeerde vervangen door een replica. 

## Beschrijving
Het gedenkteken, in de vorm van een Mariamonument, is aangebracht op de hoek van het woonhuis. Binnen een hardstenen omlijsting toont een terracotta reliëf Maria met kind, zij is afgebeeld als 'mantelmadonna'. Aan haar rechterhand zijn de drie geëxecuteerde piloten afgebeeld, links van haar is de knielende verzetsstrijdster afgebeeld. Hieronder de tekst

MARIA MOEDER VAN
BARMHARTIGHEID
TER EER EN TER
HERINNERING AAN
JACOBA PULSKENS
EN ALLE GEVALLEN STAD
GENOTEN VAN 'T VERZET
2 FEBRUARI 1947

Oorspronkelijk hing er een lantaarn boven het monument.